# Paweł Gamla
Paweł Gamla (ur. 6 sierpnia 1976 w Lublinie) – polski piłkarz grający na pozycji obrońcy lub defensywnego pomocnika. 
Jest wychowankiem Avii Świdnik. Reprezentował również barwy Hetmana Zamość i Piasta Gliwice, Polonii Bytom, Ruchu Zdzieszowice i LZS Leśnica. W ekstraklasie rozegrał 44 mecze i strzelił 5 goli.